# Угранский район
Угранский район — административно-территориальная единица (район) и муниципальное образование (муниципальный округ) на востоке Смоленской области России.
Административный центр — село Угра.

## География
Территориально район граничит: на северо-востоке с Тёмкинским, на севере с Вяземским, на западе с Дорогобужским, на юго-западе с Ельнинским районами Смоленской области. На юге, юго-востоке и востоке граничит с Юхновским и Спас-Деменским районами Калужской области. Площадь территории — 2900 км².
Район расположен в Угранской низине. Речная сеть развита, реки района: Угра, Ужрепт, Ворона, Расловка, Гордота, Дебря, Волоста, Сигоса и пр. Много болот.
Почвы в районе дерново-слабо-, средне- и сильноподзолистые. Леса занимают 67,5 % территории, в основном сосновые.
Найдены залежи бурого угля (Всходское, Полдневское месторождения).

## История

### До революций 1917 года
В 1480 году недалеко от села Знаменка произошло знаменитое Стояние на Угре.
Современный Угранский район располагается на территории бывших Юхновского, Ельнинского и Дорогобужского уездов. Для крестьян юхновской части Смоленской губернии наиболее характерными родами занятий на 1852 год выделяются земляные работы, копание прудов, канав, колодцев, мощение улиц и тому подобное. Данные услуги также поставлялись в другие губернии. Кроме того, из Юхновского уезда часто возили овес на продажу в Гжатск и Москву.
В деревне Вознесенье в 1804 был построен каменный, трёхпрестольный храм, который был снесён в 1933 году.
Деревня Суборь ранее именовалась Злобино и во второй половине XVIII века служила вотчиной поручика М.Я. Арсеньева. Род Арсеньевых берет свое начало от Аслана-Мурзы-Челибея, который с тремястами татар выехал из Золотой орды к Великому князю Дмитрию Ивановичу Донскому в 1389 году и принял православие под именем Прокопий.
На территории Желаньи в конце XVIII века при строительстве храма были обнаружены следы церкви, "уничтоженной во время нашествия Литвы", а также церковная утварь, а в 1850 году священником церкви Волочковым на дому была открыта школа.
Знаменка (ранее Знаменское) в июле 1812 года была объявлена местом сбора ополчения Юхновского уезда. Под руководством поручика Храповницкого С.Я. и его сыновей Николая, Степана и Ясона был сформирован крестьянский партизанский отряд, который совместно с армейским партизанским отрядом Д.В. Давыдова совершал рейды в районе села. К началу XX века в селе размещались земские учреждения Юхновского уезда. Также в нём находились министерская школа, больница, аптека, почтово-телеграфная станция.
В Мытишино в 1825 году местный священник Г.В. Белкин также организовал на дому школу для обучения крестьянских детей. На средства прихожан в 1852 г. было построено здание церковно-приходской школы, а в 1890 г. было возведено более просторное здание, перешедшее затем в ведение Земства. Новое здание школы с квартирами для учителей, общежитием для учащихся и библиотекой было построено в 1903 г.
В селе Великополье были обязательны сходки крестьян, которые собирались десятскими по приказанию помещика или бурмистра. На сходках обсуждались вопросы сдачи крестьян в рекруты, отпуска на сторонние работы, о выполнении вотчинных нарядов, женитьбы.

### Советский период
В довоенные годы территория Всходского и Знаменского районов оставалась землей множества крупных деревень.
В 1929 началось строительство ж/д линии Вязьма-Брянск. В 1930 станция Угра приняла первый паровоз (им был паровоз типа "Ов").

#### Великая Отечественная война

##### Дооккупационный период
В течение первых десяти дней войны Смоленский обком ВКП(б) во главе с тов. Поповым на случай оккупации предпринял меры к подготовке и организации партизанского подпольного движения. Был создан подпольный обком и 4 подпольных окружкома, каждый из которых должен был руководить подпольем 12-16 районов. Главой Юхновского "Борского" окружкома был назначен тов. Богданов "Борис". Проводили подготовку и райкомы партии: намечался состав первичных партийных организаций, подбирались поименно подпольщики.
Тщательно отбирались кадры для партизанских отрядов. Отбор проходил секретарями райкомов в индивидуальном порядке из партийных и беспартийных добровольцев. Командирами партизанских отрядов почти как правило утверждались руководители партийных и советских организаций районов. В каждом районе было организовано по отряду численностью 60-80 человек, прошедших обучение формам и методам ведения партизанской борьбы.
Кроме того, в первые месяцы войны советское правительство выделило 750 000 рублей для финансирования партизанского движения в Смоленской области. Обком ВКП(б) и Облисполком направили 650 000 рублей на финансирование партизанских отрядов и 50 000 рублей на финансирование подпольных организаций. Средства, предназначенные для партизанских отрядов, были распределены между всеми райкомами партии и израсходованы в основном на закладки продовольственных баз.
В районы, которым в первую очередь грозила оккупация, лично выезжали члены бюро обкома (облисполкома) партии чтобы на месте оказывать помощь в переходе на нелегальное положение. Так, по свидетельству секретаря Знаменского райкома тов. Шматкова, секретарь обкома тов. Крылов проинструктировал его о том, как надо готовиться районной парторганизации на случай оккупации, познакомил его с положением на фронте, рассказал о возможных направлениях прибытия немецких войск. Неоднократно в Знаменский район приезжал и тов. Попов. В один из своих визитов в сентябре он рассказал об опыте партизанских организаций в Белоруссии, о деятельности гестапо, дал несколько ценных советов на основе накопленного опыта.

##### Оккупационный период

###### Первый этап партизанской борьбы: самоорганизация подполья
В октябре 1941 года одна из первых батарей реактивной артиллерии БМ-13 "Катюша" под командованием капитана И.А. Флерова попала в окружение и 6 октября приняла последний бой у деревни Богатырь. Сделав последний залп, бойцы РККА взорвали машины. Выживших после зачистки подобрали жители деревни, организовавшие госпиталь, однако силы Вермахта, прознав про него, вывезли выживших красноармейцев за пределы деревни и расстреляли.
24 октября 1941 у деревни Ключики погиб корпусной комиссар, член Военсовета 20 армии Федор Алексеевич Семеновский. Был похоронен в близи деревни у развилки двух проселочных дорог. В июле 1966 перезахоронен в Вязьме у могилы М.Г. Ефремова.
С момента оккупации партизанские отряды под началом работников партийного аппарата ВКП(б) приступили к ведению подпольной деятельности. На центральную партизанскую базу Знаменского района смогли прибыть только 27 человек, которые оказались рассеяны противопартизанскими манёврами Вермахта к концу октября. На кладбище у села Желанья примерно 20 октября состоялось расширенное заседание бюро подпольного райкома для обсуждения дальнейших действий. Было решено собрать всех коммунистов и комсомольцев для реорганизации подпольных ячеек партии. Так, например, к Городищенскому и Сидоровскому сельсоветам прикрепили тов. Тинькова с задачей установить связи, преодолеть растерянность среди отдельных людей, разузнать настроения населения и добыть образцы немецкой агитации в течение 5 дней. Тов. Тиньков привел в организацию 5 коммунистов, основал Городищенскую подпольную парторганизацию.
В общей сложности было создано 5 подпольных организаций:
1. Желаньинская - 13 человек;
2. Городищенская - 14 человек;
3. Подсосенская - 11 человек;
4. Краснинская - 11 человек;
5. Свинцовская - 9 человек[13].

Оружие предоставляли партийные и беспартийные активисты, а также школьники. Развертывались дополнительные отряды под руководством Петра Карповича Шматкова, первого секретаря Знаменского райкома, также беспартийные активно включались в подпольно-партизанскую деятельность.
Установление постоянной связи с Москвой стало одной из сложных задач для партизан, так как в 1941 году ещё не все парторганизации и партизанские отряды были снабжены радиостанциями. Добыча и установка радиостанции своими силами в тылу врага представлялись тем ещё испытанием. По словам члена бюро Знаменского райкома тов. Холомьева, который был прикреплен для руководства подпольем к Шумихинскому, Беляевскому, Краснинскому, Александровскому и Дрожнинскому сельсоветам, октябрь был самым тяжелым месяцем. Подпольщики не имели ни практического опыта работы в тылу врага, ни радио, ни газет, ни листовок.
Однако к ноябрю Знаменский райком смог установить собственный радиоприемник, который был смонтирован в футляр ножной швейной машинки рабочим спиртзавода Веселовским В.И. Все необходимые провода были протянуты по стенке под газетной оклейкой, а снаружи провод в белой изоляции тянулся по снегу на крыше несколькими витками (около 60 метров). Во время угрозы обнаружения немцами, радиоприемник прятали под пол за печкой, сверху прикрывая охапкой дров.
Во Всходском районе дела обстояли гораздо хуже. Согласно отчету подпольного Всходского райкома ВКП(б) областному комитету, в момент оккупации большинство партийного актива из района выбыло, остались 7 человек советского и партийного актива: тов. Борисов, тов. Ракшинский - секретари райкома, начальник РО НКВД Воронов, зав.райфо (прим. ред. финансовым отделом районного исполнительного комитета) Козлов, директор Леспромхоза Харитонов, директор Всходской МТС Барановский и работник школы ФЗО Бирюлин. Примерно до 15 ноября 1941 они укрывались в лесах, налаживая связи с коммунистами и колхозными активистами, затем перешли к укрытиям в деревнях у хорошо знакомых товарищей, занимаясь организацией саботажа и агитационных кампаний. Кроме того, всходские подпольщики смогли установить 3 радиоприемника. Распространение сводок Совинформбюро и активная работа всходских подпольщиков привели к тому, что крестьяне отказывались выполнять распоряжения немецких властей. Например, в Захарьевском сельсовете крестьяне отказались сдать немцам 100 голов коров, 100 лошадей и большое количество фуража.
Осенью 1941 года немецко-фашистским войскам удалось отрезать на Смоленщине пути отхода значительному количеству советских войск. Большая часть этих войск, оказавшись в тылу врага, разбилась на мелкие группы, самостоятельно и с помощью партизан переходила линию фронта. Все же в ноябре-декабре 1941 года несколько десятков тысяч военнослужащих советской Армии, не смогших перейти линию фронта, осело на территории всех районов Смоленской области. Лучшие из них искали связи с партизанами, часто по собственной инициативе объединялись в партизанские группы и начинали борьбу с врагом. Некоторая же часть, не зная местности и местных людей, поселившись под видом "зятьев" или у своих родственников, кое-где начинала разлагаться, могла быть использована немцами для борьбы с партизанами. Подпольные партийные организации развернули большую политическую и организационную работу среди солдат и офицеров, оказавшихся в тылу врага, по вовлечению их в партизанские группы и отряды. Знаменским подпольным райкомом партии была создана специальная группа по работе среди военнослужащих. Ещё в октябре 1941 года по инициативе райкома был создан подпольный госпиталь для раненых и истощенных солдат и офицеров, оказавшихся в окружении, а также бежавших из плена. В госпитале было вылечено около 100 человек. Для обмундирования вступающих в партизанские группы было собрано около 1000 пар валенок, около 1500 шинелей, много сапог, около 10 тонн хлеба. В ноябре-декабре были проведены подпольные собрания военнослужащих. На собрании в деревне Луги присутствовало около 40 человек. Такие собрания были проведены райкомом в 20-ти населенных пунктах. Всюду происходила организация партизанских групп, начиналась подготовка к открытому выступлению.
Так, к началу зимы Всходский подпольный райком создал около 20 мелких партизанских групп и 2 крупные партизанские группы. Многие из них возглавлялись солдатами и офицерами, оказавшимися в тылу врага. В конце декабря на базе этих групп было сформировано 2 крупных партизанских отряда "Северный Медведь" и "152", последний назван так в честь 152 мм гаубиц.
Германское правительство развернуло новую систему управления на оккупированных территориях. Выглядела она следующим образом:
- Община - мелкий населенный пункт или часть крупного населенного пункта, возглавляемые сельским старостой с писарем и тремя-пятью полицейскими;
- Волость - 12-17 населенных пунктов, возглавляемые волостным управлением и отрядом полиции;
- Район - 5-6 волостей, возглавляемые бургомистром райуправы;
- Округ - 6-12 районов, возглавляемый управой округа;
- Особый административный центр - любой крупный город в регионе.

Основными функциями управ городов, округов и районов были полицейские, вербовочные (набор трудовой силы для отправки в Германию через "биржи труда) и хозяйственные (сбор продовольствия и прочих ресурсов через "земельные отделы"). Все вышеперечисленные органы так или иначе подчинялись местной или полевой комендатуре, согласовывая с ними каждый все указания и распоряжения. Об этом сообщает инструкция немецкого командования, опубликованная 30 ноября 1941 в газете "Новый путь", выходившей в Смоленске. Также было объявлено о проведении "земельной реформы", которая носила агитационный характер с двумя основными лозунгами: "трудоспособному крестьянину — своя земля" и "две лошади, пять коров, свою земельку".

###### Второй этап партизанской борьбы: прибытие вдк и создание партизанского края
С 17 на 18 января 1942 между Минином и Великопольем первым десантировался отряд капитана Ивана Авксентьевича Суржика числом в несколько сотен человек, в задачи которого входило также подготовить площадку для высадки прибывающего следом 250-го авиадесантного полка майора Николая Солдатова. Он прибыл 20 января ночью на транспортных самолётах на заранее заготовленный полевой аэродром возле Желаньи. Возводили аэродром партизане, десантники, жители Желаньи и окрестных деревень.
В общей сложности с 18 по 22 января в Желанью прибыли 1643 десантника, на вооружении которых помимо автоматов (прим. ред. пистолетов-пулемётов) были 31 пулемёт, 11 противотанковых ружей, 34 миномёта и 2 45-миллиметровые пушки).
28 января 1942 немцы вывели на очистку дороги всё мужское население деревни Свиридово Знаменского района старше 11 лет (38 человек) и вечером того же дня расстреляли. Кроме того были расстреляны 26 раненых красноармейцев, проживавших в деревне. Запланированное продолжение карательной операции 30 января пресекли партизаны, спасшие оставшуюся женскую часть населения и детей моложе 11. Кроме того, десантниками была предотвращена карательная операция в деревне Татьянино.
2 февраля в районе Семлева высадились парашютисты 8-й воздушно-десантной бригады полковника А.А. Онуфриева с задачей блокировать Минское шоссе.
В первой половине февраля 1942 командование Западного фронта решило продолжить высадку основных сил 4 вдк. Всего будет высажено в составе 8-й, 9-й, 214-й бригад и отдельных подразделений свыше 10 тысяч человек. Во время высадки погиб генерал Левашев, командовавший силами 4 вдк. На посту его заменил полковник Казанкин.
Задачи 4 вдк:
1. Отвлечь на себя противника;
2. Не дать ему планомерно готовить операции;
3. Захватить Ключи и Горбачи;
4. Соединиться с 50-й армией генерала И.В. Болдина Юхновского направления.

Место для высадки: Район возле деревни Желанья (южнее Вязьмы), недалеко от Знаменки.
С 18 по 24 февраля ночами были доставлены ещё 7000 человек личного состава 4 вдк и 1500 мешков с боеприпасами и вооружением.
Кроме десантников, в феврале 1942 линию фронта пересек 1 Гвардейский кавалерийский корпус под командованием генерал-лейтенанта Велова. Его задачей было обойти Вяземский укрепрайон через территории Мосальского, Барятинского, Знаменского и Дорогобужского районов и перерезать железнодорожное сообщение на Западной железнодорожной магистрали, а также соединиться с силами 11 Кавалерийского корпуса. Также в наступление на Вязьму перешла 33 армия генерала Ефремова.
К 24 марта на части территории Знаменского района были восстановлены районный комитет ВКП(б), районный совет и другие административные органы, кроме суда и прокуратуры. Велась подготовка к севу, проводились подготовка механизаторов, трактористов и ремонт тракторов. На занятой партизанами и десантниками части Всходского района проходили аналогичные процессы. В общей сложности границы освобожденного района достигали 400 км по окружности. Секретарь обкома ВКП(б) тов. Попов в письме к тов. Сталину сообщал: "В Смоленской области части Красной Армии и партизаны в тылу врага в феврале-марте 1942 года освободили от оккупантов 50% территории Знаменского района, 30% Семлевского, 80% Всходского, 90% Дорогобужского, 60% Глинковского, 80% Ельнинского и 30% Екимовичского. Все эти районы граничат один с другим и освобожденная их территория соединяется". Все эти территории вошли в состав Дорогобужского партизанского края (иначе именуемого первым партизанским краем из трёх созданных в январе-феврале-марте 1942). На его территории действовали партизанским полки: "Дедушки", им. Лазо, им. 24 годовщины Красной Армии, "Смерть фашизму" Жабо, отряды "Северный Медведь", "Мороз" и другие. Общее число партизан насчитывало 8 тысяч человек. Партизанский край оказывал помощь в снабжении не только фронтовых, но и рейдирующих частей. Например, Всходский райком ВКП(б) передал для снабжения частей Советской Армии 2000 центнеров мяса, 3000 центнеров хлеба, 4800 центнеров сена, 2500 центнеров овса, 3000 центнеров картофеля, большое количество лошадей и транспортных средств, собранных населением.
В машинно-тракторных станциях с февраля по май 1942 года были отремонтированы 18 тракторов, 7 автомашин, значительное количество сельхозинвентаря. Всё вышеперечисленное было применено в посевной кампании. Партизаны и десантники оказывали помощь в посевной кампании, однако из-за нехватки семян и картофеля удалось засеять лишь треть пахотных земель. На освобожденной территории Знаменского и Всходского районов советскими властями были выявлены 50 осиротевших детей, коих обеспечили жильём, питанием и бельем. В администрацию поступило 168 тысяч рублей военного займа, из которых около 113 тысяч внесены наличными. В общей сложности на территории Дорогобужского партизанского края были собраны 373.398 рублей в виде облигаций военного займа, 1.940.434 рублей наличными, серебро на сумму 32 рубля и 50.458 немецких марок (в том числе на танковую колонну "Смоленский партизан") из 14.952.980 рублей, собранных на оккупированных территориях Смоленской области. Было организовано строительство мельниц в Желанье, Свинцове и Шумнине, а также бани на 80 человек в Желанье. Принимались беженцы из Дорогобужского, Мосальского и Всходского районов. Налажено регулярное сообщение с Большой землей через построенный у деревни Лохово аэродром, способный принимать ТБ-3. Авиацией в тыл врага доставлялись продукты, белье, медикаменты для партизан и населения, бумага и типографские краски для районных газет, подарки из различных регионов СССР.
Также советскими властями был выяснен урон, причиненный народному хозяйству немецкими войсками с начала оккупации до конца зимы 1942:
- Были сожжены и уничтожены 1018 домов;
- Были сожжены и уничтожены 1114 хозяйственных построек;
- Были изъяты у местного населения свыше 1600 центнеров зерна;
- Были изъяты у местного населения свыше 1700 центнеров картофеля;
- Были изъяты у местного населения свыше 1400 голов крупного и мелкого рогатого скота;
- Были изъяты у местного населения свыше 8600 штук домашней птицы;
- Было изъято у местного населения значительное количество теплой одежды и обуви[21].

Немцами был организован узел сопротивления в пределах ж/д станции Угра и деревень Денисовка и Воскресенье с гарнизоном в приблизительно 700 солдат Вермахта. 20 и 22 марта объединённые силы десантников, кавалеристов и партизан предприняли неудачные попытки сломить немецкое сопротивление. В ночь на 1 апреля группа из 50 партизан смогла преодолеть минные заграждения и создать брешь в обороне немецких войск. В результате совместной операции по взятию ж/д станции Угра были убиты 137 солдат и офицеров Вермахта, захвачены 35 вагонов с артснарядами, 2 зенитки, 2 150 мм орудия, 135 тыс. патронов, 1 ПТ пушка, 2 паровоза и 120 порожних вагонов. Железная дорога Вязьма-Брянск была перерезана. Последующая бомбардировка силами Люфтваффе уничтожила оставшиеся дома и строение станции.
Параллельно с партизанскими отрядами начали самоорганизовываться отряды и группы самообороны по руководством (как правило) председателей сельсоветов и колхозов. Они охраняли населенные пункты, несли караульную службу, контролировали движение и вступали в сражения как на стороне партизан, так и самостоятельно (преимущественно в боях оборонительного характера). Секретарь Угранской подпольной организации Знаменского района тов. Сергеев вспоминал, что во многих знаменских деревнях на охрану деревень были поставлены поголовно вооруженные дружины из девчат, молодежи и стариков. Караулы стояли круглосуточно. Когда дружина деревни Буденовка узнала, что к ним движется карательный отряд, она устроила засаду на окраине деревни. Подпустив вооруженный немецкий обоз на 10-15 метров к деревне, дружина открыла огонь из пулемётов, убив 33 солдата Вермахта из 34. Последний сбежал.

###### Третий этап партизанской борьбы: кризис системы партизанских краёв и централизация управления отрядами
Со временем партизанские отряды почти перестали проводить диверсионную работу на коммуникациях немецких войск, рубежи партизанских краёв требовали постоянной защиты, начали образовываться своеобразные линии фронта за линией фронта. Переход к обороне, концентрация на сравнительно небольшой территории большого количества партизан, советских рейдирующих частей и десантников, а также гражданского населения, вызвали большие продовольственные трудности и острую нехватку боеприпасов. Осложнялось снабжение краёв фактическим нахождением в тылу врага, начатой немецкими силами блокадой. Нависла угроза голода. Кроме того, при подготовке наступления на юге СССР немецкие войска бросили на подавление Дорогобужского партизанского края 1 пехотную и 2 танковые дивизии. Несмотря на сопротивление партизан, 26-30 мая 1942 немцы вновь заняли Знаменский, Семлевский и Всходский районы. Оставив на утраченных землях подпольные организации и 4 отряда, партизаны и красноармейцы перешли на территорию Дорогобужского района.
К 7 июня полк Жабо (бывш. партизанский отряд "Смерть фашизму") и рейдировавшие части РККА перешли линию фронта, оставив за собой на угранской земле мелкие отряды партизан под руководством Кузьмы Андреевича Селиверстова, ставшего выполнять функции секретаря райкома, командира и комиссара. В общей сложности, деятельность десантников и партизан связала боем около 25 батальонов охранения тыла, а также 211-ю пехотную (охранную), 707-ю пехотную, 131-ю пехотную и 34-ю пехотную дивизии Вермахта. За время нахождения под руководством П.К. Шматкова отрядами Знаменского района истреблено свыше 1500 солдат и офицеров Вермахта, сбито и уничтожено 3 самолёта противника, 2 танка, взорвано 2 воинских эшелона, взорваны и сожжены 22 автомашины с воинскими грузами, 2 склада с боеприпасами и горючим, взорван мост через реку Угра. Захвачено 30 вагонов с боеприпасами, 1 склад с военным имуществом, 4 пушки, 3 крупнокалиберных зенитных пулемёта, 300 винтовок и автоматов, а также большое количество патронов и гранат.
30 мая 1942 был организован Центральный штаб партизанского движения. На его основе был развернут Западный штаб партизанского движения, взявший на себя руководство оставленными в тылу врага отрядами партизан на территории Смоленской области. Для обеспечения руководства отрядами к осени 1942 года почти все отряды были снабжены радиостанциями, кроме того самолётами в тыл были заброшены 70 радистов и 105 радиостанций. Сам ЗШПД был оснащен мощным радиоузлом, позволявшим оперативно принимать, отправлять, шифровать и расшифровывать сообщения. Дневной объём радиоузла достигал 120 радиограмм. Хорошо поставленная система сообщения позволила также оперативно решать логистические вопросы.

###### Партизанские и войсковые организации
- 2-й партизанский отряд А.Г. Холомьева, Родня
- Отряд П. Мельникова, Александровка
- Отряд П.И. Воронцова, Жолобово
- Отряд (впоследствии отдельный партизанский стрелковый полк) "Смерть фашизму" П.К. Шматкова (впоследствии М.Г. Кириллова и В.В. Жабо), Желанья, ~850 чел. В деревне Желанья в пустовавшем ремонтном цехе спиртзавода была открыта оружейная мастерская под руководством техника Желаньинского совхоза Г.М. Шехтмана.
- Отряд "Северный Медведь" капитана О.С. Барского-Грачева
- Отряд "152"
- Штаб 9-й вдб, Гряда
- Штаб 214-й вдб, Аниканово (6 км юго-восточнее Гряды)[6][14][19][21]

#### Послевоенный период
В период укрупнения колхозов 1950-1960-х были ликвидированы некоторые населенные пункты, такие как Ольховка, Хвошеватая, Курчино, Казаковка, Бородулино, Милятино. В 1970-1980-е проводилась кампания по борьбе с болотами.
Угранский район был создан в 1961 году из Всходского и Знаменского районов. В 1963 году присоединён к Вяземскому району. В существующем виде восстановлен с 1965 года.
На угранской земле сложилась прочная связь с парашютистами, парашютным спортом и воздушно-десантными войсками. 21 февраля 1972 прошли показательные выступления парашютистов Центрального парашютно-спортивного клуба воздушно-десантных войск страны с десантированием на главную площадь Угры к памятнику Ленина и возложением цветов. 25-летие освобождения Смоленщины отмечали высадкой десанта и учебными манёврами неподалёку от места высадки 4 вдк.
16 марта 1974 открыт памятник по проекту журналиста А.И. Лукашенко, возводившийся с помощью взвода солдат, присланных командующим ВДВ СССР генералом армии В.Ф. Маргеловым. На церемонии открытия также прошла показательная высадка десанта у Знаменки.
Подобные высадки проводились регулярно. Последнюю на 2021 год высадку проводила 106-я Тульская дивизия ВДВ.

Барельеф на ж/д станции Угра с датой основания

### Пост-советский период
В начале 1990-х годов был образован приход в честь равноапостольных Кирилла и Мефодия с богослужением в перестроенном здании бывшего магазина. Проект нового храма был разработан архитектурно-строительным отделом Смоленско-Калининградского Епархиального управления в 1997, тогда же был заложен и сам храм.
К 2003 году недостаточное финансирование привело к упадку системы сельских домов культуры и библиотек, закрылись по меньшей мере 6 школ. Также один из руководителей Угранского района, В.Ю. Володов, был отстранен от занимаемой должности. Областной комиссией были установлены факты нарушения должностных полномочий, злоупотребления спиртными напитками и присвоения чужой собственности. Возбуждено уголовное дело по факту присвоения техники одного из акционерных обществ.
29 мая 2001 народные депутаты Угранского района приняли решение об образовании особо охраняемой природной территории (ООПТ) со статусом природного резервата "Ландшафт р. Угра", в который вошли почти все заселенные и освоенные земли Угранского района. Так как в областных законах не существует определения "природного резервата" как такового, в решении районного совета народных депутатов указаны их требования, что негативно сказалось на экономическом развитии региона. В перечне действующих ООПТ Смоленской области по состоянию на 01.01.2022 не числится.
В 2024 году район был преобразован в муниципальный округ, вобравший в себя все сельские поселения.

## Археологические изыскания
В 1894 В.И. Сизов исследовал курганы XI-XIII вв. возле Великополья.
В 1953 году у деревни Лужки археологической экспедицией Смоленского краеведческого научно-практического института под руководством В.А. Шмидта были обнаружены предметы быта IX-XIII веков, а возле села Дрожжино - древнее городище.

## Население
| 2002   | 2009  | 2010  | 2011  | 2012  | 2013  | 2014  | 2015  | 2016  | 2017  |
| ------ | ----- | ----- | ----- | ----- | ----- | ----- | ----- | ----- | ----- |
| 11 022 | ↘9678 | ↘9055 | ↘8884 | ↘8677 | ↘8503 | ↘8270 | ↘8190 | ↘7992 | ↘7758 |
| 2018   | 2019  | 2020  | 2021  | 2024  |       |       |       |       |       |
| ↘7503  | ↘7296 | ↘7185 | ↘6904 | ↘6524 |       |       |       |       |       |

### Национальный состав
По итогам переписи населения 2020 года проживали следующие национальности (национальности менее 0,1 % и другое, см. в сноске к строке «Другие»):
| Национальность | Численность, чел. | Доля     |
| -------------- | ----------------- | -------- |
| Русские        | 6258              | 90,64 %  |
| Цыгане         | 122               | 1,77 %   |
| Украинцы       | 82                | 1,19 %   |
| Таджики        | 61                | 0,88 %   |
| Белорусы       | 49                | 0,71 %   |
| Молдаване      | 43                | 0,62 %   |
| Узбеки         | 30                | 0,43 %   |
| Армяне         | 21                | 0,30 %   |
| Татары         | 18                | 0,26 %   |
| Немцы          | 16                | 0,23 %   |
| Лакцы          | 11                | 0,16 %   |
| Кумыки         | 10                | 0,14 %   |
| Чеченцы        | 9                 | 0,13 %   |
| Табасараны     | 8                 | 0,12 %   |
| Другие         | 166               | 2,42 %   |
| Итого          | 6904              | 100,00 % |

## Муниципально-территориальное устройство
До июня 2024 года в муниципальный район входили три сельских поселения.
| № | Муниципальное образование     | Административный центр | Количество населённых пунктов | Население (чел.) | Площадь (км²) |
| - | ----------------------------- | ---------------------- | ----------------------------- | ---------------- | ------------- |
| 1 | Всходское сельское поселение  | село Всходы            | 82                            | ↘1341            |               |
| 2 | Знаменское сельское поселение | село Знаменка          | 92                            | ↘1660            |               |
| 3 | Угранское сельское поселение  | село Угра              | 29                            | ↘3903            |               |

Первоначально Законом Смоленской области от 28 декабря 2004 года было создано 17 муниципальных образований, в том числе 1 городское поселение и 16 сельских поселений. В конце 2013 года, в связи с переводом пгт Угра в категорию села, Угранское городское поселение было преобразовано в сельское поселение. Законом Смоленской области от 25 мая 2017 года, c 5 июня 2017 года были упразднены 14 сельских поселений: Арнишицкое, Холмовское, Полдневское, Захарьевское и Ключиковское сельские поселения (включены в Всходское сельское поселение); Желаньинское, Великопольевское, Слободское, Подсосонское, Вёшковское, Михалёвское и Дрожжинское сельские поселения (включены в Знаменское сельское поселение); Русановское и Мытишинское (включены в Угранское сельское поселение).
В 2024 году все сельские поселения были упраздены в ходе реорганизации района в муниципальный округ.
| №  | Муниципальное образование 2005—2017 гг. | Административный центр       | Количество населённых пунктов | Население (чел.) | Площадь (км²) |
| -- | --------------------------------------- | ---------------------------- | ----------------------------- | ---------------- | ------------- |
| 1  | Арнишицкое сельское поселение           | деревня Арнишицы             | 11                            | ↘122             | 5,92          |
| 2  | Великопольевское сельское поселение     | деревня Великополье          | 9                             | ↘185             | 5,73          |
| 3  | Вёшковское сельское поселение           | село Вёшки                   | 13                            | ↘264             | 13,29         |
| 4  | Всходское сельское поселение            | село Всходы                  | 14                            | ↘1341            | 10,33         |
| 5  | Дрожжинское сельское поселение          | деревня Дрожжино             | 8                             | ↘172             | 6,48          |
| 6  | Желаньинское сельское поселение         | деревня Желанья              | 16                            | ↗253             | 10,58         |
| 7  | Захарьевское сельское поселение         | деревня Большое Захарьевское | 16                            | →47              | 3,74          |
| 8  | Знаменское сельское поселение           | село Знаменка                | 12                            | ↘1660            | 12,60         |
| 9  | Ключиковское сельское поселение         | село Баскаковка              | 11                            | ↘413             | 3,74          |
| 10 | Михалёвское сельское поселение          | деревня Михали               | 14                            | ↘220             | 9,40          |
| 11 | Мытишинское сельское поселение          | деревня Мытишино             | 14                            | ↘103             | 7,43          |
| 12 | Подсосонское сельское поселение         | деревня Подсосонки           | 6                             | ↗51              | 4,60          |
| 13 | Полдневское сельское поселение          | деревня Полднево             | 18                            | ↘167             | 7,65          |
| 14 | Русановское сельское поселение          | деревня Русаново             | 13                            | ↘413             | 8,76          |
| 15 | Слободское сельское поселение           | деревня Слободка             | 13                            | ↘260             | 7,42          |
| 16 | Угранское сельское поселение            | село Угра                    | 2                             | ↘3903            | 17,49         |
| 17 | Холмовское сельское поселение           | деревня Холмы                | 12                            | ↘95              | 6,55          |

## Населённые пункты
В Угранском районе 203 сельских населённых пункта:
| №   | Населённый пункт     | Тип     | Население | Муниципальное образование     |
| --- | -------------------- | ------- | --------- | ----------------------------- |
| 1   | Александровка        | деревня | 26        | Знаменское сельское поселение |
| 2   | Алексеевка           | деревня | 0         | Знаменское сельское поселение |
| 3   | Андроново            | деревня | 0         | Знаменское сельское поселение |
| 4   | Анненское            | деревня | 3         | Всходское сельское поселение  |
| 5   | Арнишицы             | деревня | 123       | Всходское сельское поселение  |
| 6   | Архамоны             | деревня | 0         | Всходское сельское поселение  |
| 7   | Барсуки              | деревня | 8         | Всходское сельское поселение  |
| 8   | Баскаковка           | село    | 247       | Всходское сельское поселение  |
| 9   | Баскаково            | деревня | 3         | Всходское сельское поселение  |
| 10  | Бельдюгино           | деревня | 28        | Знаменское сельское поселение |
| 11  | Беляево              | деревня | 2         | Знаменское сельское поселение |
| 12  | Береговая            | деревня | 0         | Всходское сельское поселение  |
| 13  | Березняки            | деревня | 0         | Угранское сельское поселение  |
| 14  | Богатырь             | деревня | 0         | Знаменское сельское поселение |
| 15  | Большевицы           | деревня | 15        | Всходское сельское поселение  |
| 16  | Большие Ермаки       | деревня | 19        | Знаменское сельское поселение |
| 17  | Большое Захарьевское | деревня | 19        | Всходское сельское поселение  |
| 18  | Борисенки            | деревня | 2         | Знаменское сельское поселение |
| 19  | Боталы               | деревня | 9         | Знаменское сельское поселение |
| 20  | Буда                 | деревня | 0         | Всходское сельское поселение  |
| 21  | Буда                 | деревня | 19        | Всходское сельское поселение  |
| 22  | Бурмакино            | деревня | 0         | Всходское сельское поселение  |
| 23  | Васильевка           | деревня | 0         | Знаменское сельское поселение |
| 24  | Васино               | деревня | 2         | Всходское сельское поселение  |
| 25  | Велижка              | деревня | 6         | Всходское сельское поселение  |
| 26  | Великополье          | деревня | 108       | Знаменское сельское поселение |
| 27  | Вергово              | деревня | 1         | Всходское сельское поселение  |
| 28  | Вертехово            | деревня | 8         | Всходское сельское поселение  |
| 29  | Ветки                | деревня | 0         | Знаменское сельское поселение |
| 30  | Вёшки                | село    | 222       | Знаменское сельское поселение |
| 31  | Водокачка            | деревня | 3         | Угранское сельское поселение  |
| 32  | Вознесенье           | деревня | 204       | Угранское сельское поселение  |
| 33  | Волокочаны           | деревня | 4         | Знаменское сельское поселение |
| 34  | Волоста              | деревня | 7         | Знаменское сельское поселение |
| 35  | Волоста-Пятница      | станция | 41        | Знаменское сельское поселение |
| 36  | Вороново             | деревня | 5         | Знаменское сельское поселение |
| 37  | Всходы               | село    | 766       | Всходское сельское поселение  |
| 38  | Выгорь               | деревня | 34        | Всходское сельское поселение  |
| 39  | Выгорь               | деревня | 3         | Угранское сельское поселение  |
| 40  | Высокое              | деревня | 1         | Всходское сельское поселение  |
| 41  | Высокое              | деревня | 0         | Знаменское сельское поселение |
| 42  | Гатишино             | деревня | 6         | Знаменское сельское поселение |
| 43  | Глотовка             | деревня | 8         | Всходское сельское поселение  |
| 44  | Глухово              | деревня | 0         | Знаменское сельское поселение |
| 45  | Годуновка            | станция | 3         | Знаменское сельское поселение |
| 46  | Горки                | деревня | 0         | Знаменское сельское поселение |
| 47  | Городечня            | деревня | 0         | Всходское сельское поселение  |
| 48  | Городище             | деревня | 13        | Знаменское сельское поселение |
| 49  | Горячки              | деревня | 7         | Знаменское сельское поселение |
| 50  | Гремячка             | деревня | 6         | Знаменское сельское поселение |
| 51  | Гречишное            | деревня | 0         | Знаменское сельское поселение |
| 52  | Громша               | деревня | 5         | Всходское сельское поселение  |
| 53  | Гряда                | деревня | 0         | Знаменское сельское поселение |
| 54  | Губино               | деревня | 0         | Знаменское сельское поселение |
| 55  | Дворище              | деревня | 7         | Всходское сельское поселение  |
| 56  | Дебрянский           | разъезд | 0         | Знаменское сельское поселение |
| 57  | Деменино             | деревня | 5         | Знаменское сельское поселение |
| 58  | Дмитровка            | деревня | 4         | Знаменское сельское поселение |
| 59  | Доброе               | деревня | 21        | Знаменское сельское поселение |
| 60  | Дракино              | деревня | 8         | Всходское сельское поселение  |
| 61  | Дрожжино             | деревня | 126       | Знаменское сельское поселение |
| 62  | Дубки                | деревня | 2         | Всходское сельское поселение  |
| 63  | Дубровка             | деревня | 4         | Всходское сельское поселение  |
| 64  | Дуденки              | деревня | 0         | Угранское сельское поселение  |
| 65  | Еленка               | деревня | 6         | Знаменское сельское поселение |
| 66  | Желанья              | деревня | 172       | Знаменское сельское поселение |
| 67  | Жолобово             | деревня | 7         | Знаменское сельское поселение |
| 68  | Жули                 | деревня | 6         | Всходское сельское поселение  |
| 69  | Заборье              | деревня | 5         | Всходское сельское поселение  |
| 70  | Завальный            | станция | 1         | Всходское сельское поселение  |
| 71  | Замошье              | деревня | 1         | Знаменское сельское поселение |
| 72  | Заречье              | деревня | 44        | Знаменское сельское поселение |
| 73  | Заря                 | деревня | 8         | Всходское сельское поселение  |
| 74  | Зинеевка             | деревня | 0         | Знаменское сельское поселение |
| 75  | Зиновино             | деревня | 1         | Всходское сельское поселение  |
| 76  | Знаменка             | село    | 488       | Знаменское сельское поселение |
| 77  | Иванково             | деревня | 4         | Угранское сельское поселение  |
| 78  | Калинино             | деревня | 6         | Угранское сельское поселение  |
| 79  | Каменка              | деревня | 1         | Всходское сельское поселение  |
| 80  | Каменка-1            | деревня | 0         | Всходское сельское поселение  |
| 81  | Каменка-2            | деревня | 0         | Всходское сельское поселение  |
| 82  | Кислово              | деревня | 0         | Всходское сельское поселение  |
| 83  | Ключи                | деревня | 9         | Всходское сельское поселение  |
| 84  | Ключики              | деревня | 32        | Всходское сельское поселение  |
| 85  | Кольчугино           | деревня | 0         | Всходское сельское поселение  |
| 86  | Комбайн              | деревня | 38        | Знаменское сельское поселение |
| 87  | Коньшино             | деревня | 6         | Знаменское сельское поселение |
| 88  | Коптево              | деревня | 6         | Знаменское сельское поселение |
| 89  | Кореино              | деревня | 7         | Угранское сельское поселение  |
| 90  | Корнюшково           | деревня | 0         | Знаменское сельское поселение |
| 91  | Коростели            | деревня | 7         | Знаменское сельское поселение |
| 92  | Коротыново           | деревня | 7         | Всходское сельское поселение  |
| 93  | Коршуны              | деревня | 0         | Знаменское сельское поселение |
| 94  | Кочаны               | деревня | 5         | Всходское сельское поселение  |
| 95  | Красная Весна        | деревня | 3         | Знаменское сельское поселение |
| 96  | Красное              | деревня | 41        | Знаменское сельское поселение |
| 97  | Красные Поделы       | деревня | 15        | Всходское сельское поселение  |
| 98  | Кресты               | деревня | 14        | Всходское сельское поселение  |
| 99  | Крутые               | деревня | 1         | Знаменское сельское поселение |
| 100 | Круча                | деревня | 1         | Всходское сельское поселение  |
| 101 | Латорево             | деревня | 0         | Угранское сельское поселение  |
| 102 | Леоново              | деревня | 8         | Знаменское сельское поселение |
| 103 | Лесничество          | посёлок | 11        | Всходское сельское поселение  |
| 104 | Ломенка              | деревня | 2         | Знаменское сельское поселение |
| 105 | Лохово               | деревня | 3         | Знаменское сельское поселение |
| 106 | Луги                 | деревня | 2         | Знаменское сельское поселение |
| 107 | Лужки                | деревня | 0         | Всходское сельское поселение  |
| 108 | Льнозавод            | деревня | 37        | Знаменское сельское поселение |
| 109 | Любогощь             | деревня | 4         | Всходское сельское поселение  |
| 110 | Лядное               | деревня | 0         | Знаменское сельское поселение |
| 111 | Лядцы                | деревня | 3         | Знаменское сельское поселение |
| 112 | Малиновка            | деревня | 0         | Знаменское сельское поселение |
| 113 | Малое Захарьевское   | деревня | 3         | Всходское сельское поселение  |
| 114 | Малые Ермаки         | деревня | 4         | Знаменское сельское поселение |
| 115 | Маньшино             | деревня | 15        | Знаменское сельское поселение |
| 116 | Мариуполь            | деревня | 4         | Всходское сельское поселение  |
| 117 | Марфино              | деревня | 5         | Знаменское сельское поселение |
| 118 | Медведки             | деревня | 7         | Угранское сельское поселение  |
| 119 | Мзы                  | деревня | 0         | Угранское сельское поселение  |
| 120 | Минино               | деревня | 3         | Знаменское сельское поселение |
| 121 | Михали               | деревня | 151       | Знаменское сельское поселение |
| 122 | Мохнатка             | деревня | 2         | Знаменское сельское поселение |
| 123 | Мощенки              | деревня | 15        | Знаменское сельское поселение |
| 124 | Мытишино             | деревня | 115       | Угранское сельское поселение  |
| 125 | Невесель             | деревня | 5         | Всходское сельское поселение  |
| 126 | Нележ                | деревня | 0         | Всходское сельское поселение  |
| 127 | Новая Лука           | деревня |           | Знаменское сельское поселение |
| 128 | Новинка              | деревня | 2         | Всходское сельское поселение  |
| 129 | Новое                | деревня | 3         | Знаменское сельское поселение |
| 130 | Новое Азарово        | деревня | 0         | Всходское сельское поселение  |
| 131 | Ново-Милятино        | посёлок | 148       | Всходское сельское поселение  |
| 132 | Оселье               | деревня | 2         | Всходское сельское поселение  |
| 133 | Островки             | деревня | 2         | Знаменское сельское поселение |
| 134 | Островки             | деревня | 0         | Знаменское сельское поселение |
| 135 | Песьково             | деревня | 5         | Знаменское сельское поселение |
| 136 | Петрово              | деревня | 0         | Всходское сельское поселение  |
| 137 | Петрово              | деревня | 5         | Знаменское сельское поселение |
| 138 | Петрово              | деревня | 0         | Угранское сельское поселение  |
| 139 | Пищёво               | деревня | 2         | Всходское сельское поселение  |
| 140 | Плеснево             | деревня | 2         | Знаменское сельское поселение |
| 141 | Подлипки             | деревня | 3         | Всходское сельское поселение  |
| 142 | Подопхаи             | деревня | 0         | Всходское сельское поселение  |
| 143 | Подсосонки           | деревня | 48        | Знаменское сельское поселение |
| 144 | Полднево             | деревня | 149       | Всходское сельское поселение  |
| 145 | Полнышево            | деревня | 21        | Знаменское сельское поселение |
| 146 | Полуовчинки          | деревня | 1         | Знаменское сельское поселение |
| 147 | Пустошка             | деревня | 0         | Всходское сельское поселение  |
| 148 | Пустошка             | деревня | 10        | Всходское сельское поселение  |
| 149 | Раздоры              | деревня | 0         | Угранское сельское поселение  |
| 150 | Раслово              | деревня | 0         | Угранское сельское поселение  |
| 151 | Реутово              | деревня | 0         | Знаменское сельское поселение |
| 152 | Речица               | деревня | 0         | Всходское сельское поселение  |
| 153 | Рисавы               | деревня | 1         | Всходское сельское поселение  |
| 154 | Роща                 | деревня | 3         | Всходское сельское поселение  |
| 155 | Руднево              | деревня | 0         | Угранское сельское поселение  |
| 156 | Русаново             | деревня | 207       | Угранское сельское поселение  |
| 157 | Сафоново             | деревня | 9         | Знаменское сельское поселение |
| 158 | Свинцово             | деревня | 5         | Знаменское сельское поселение |
| 159 | Селибка              | деревня | 0         | Всходское сельское поселение  |
| 160 | Селище               | деревня | 11        | Всходское сельское поселение  |
| 161 | Сельцо               | деревня | 0         | Угранское сельское поселение  |
| 162 | Семенково            | деревня | 1         | Всходское сельское поселение  |
| 163 | Сенное               | деревня | 1         | Всходское сельское поселение  |
| 164 | Сергеевка            | деревня | 8         | Всходское сельское поселение  |
| 165 | Сергеево             | деревня | 4         | Угранское сельское поселение  |
| 166 | Сидоровичи           | деревня | 6         | Угранское сельское поселение  |
| 167 | Сидоровское          | деревня | 85        | Знаменское сельское поселение |
| 168 | Синиково             | деревня | 1         | Знаменское сельское поселение |
| 169 | Слободка             | деревня | 121       | Знаменское сельское поселение |
| 170 | Согласие             | деревня | 8         | Знаменское сельское поселение |
| 171 | Сорокино             | деревня | 0         | Угранское сельское поселение  |
| 172 | Станино              | деревня | 8         | Знаменское сельское поселение |
| 173 | Старая Лука          | деревня | 20        | Знаменское сельское поселение |
| 174 | Старое Азарово       | деревня | 0         | Всходское сельское поселение  |
| 175 | Староселье           | деревня |           | Знаменское сельское поселение |
| 176 | Ступники             | деревня | 0         | Знаменское сельское поселение |
| 177 | Субботники           | деревня | 0         | Угранское сельское поселение  |
| 178 | Субборь              | деревня | 0         | Угранское сельское поселение  |
| 179 | Судаково             | деревня | 16        | Угранское сельское поселение  |
| 180 | Терентеево           | деревня | 0         | Всходское сельское поселение  |
| 181 | Тетерино             | деревня | 4         | Знаменское сельское поселение |
| 182 | Трубино              | деревня | 0         | Угранское сельское поселение  |
| 183 | Угра                 | село    | 4278      | Угранское сельское поселение  |
| 184 | Фёдоровское          | деревня | 23        | Угранское сельское поселение  |
| 185 | Фоминское            | деревня | 9         | Угранское сельское поселение  |
| 186 | Фролово              | деревня | 14        | Всходское сельское поселение  |
| 187 | Харино               | деревня | 2         | Угранское сельское поселение  |
| 188 | Хатисино             | деревня | 0         | Всходское сельское поселение  |
| 189 | Холмы                | деревня | 78        | Всходское сельское поселение  |
| 190 | Хутор Архангельский  | деревня | 1         | Всходское сельское поселение  |
| 191 | Цаплино              | деревня | 3         | Всходское сельское поселение  |
| 192 | Цинеево              | деревня | 4         | Знаменское сельское поселение |
| 193 | Чернь                | деревня | 6         | Знаменское сельское поселение |
| 194 | Шемени               | деревня | 0         | Всходское сельское поселение  |
| 195 | Шилово               | деревня | 1         | Всходское сельское поселение  |
| 196 | Шипуны               | деревня | 33        | Знаменское сельское поселение |
| 197 | Шумихино             | деревня | 1         | Знаменское сельское поселение |
| 198 | Щекино               | деревня | 4         | Всходское сельское поселение  |
| 199 | Щелоки               | деревня | 0         | Знаменское сельское поселение |
| 200 | Якимцево             | деревня | 13        | Знаменское сельское поселение |
| 201 | Яненки               | деревня | 15        | Всходское сельское поселение  |
| 202 | 10-го участка        | посёлок | 0         | Всходское сельское поселение  |
| 203 | 18-го участка        | посёлок | 5         | Всходское сельское поселение  |

С 1966 до 2013 гг. село Угра относилось к категории посёлков городского типа.
Упразднённые населённые пункты:
- деревни Тесное (бывшее Холмовское сельское поселение), Вязовец (бывшее Желаньинское сельское поселение)[54].

Новообразованные населённые пункты:
- деревня Новая Лука (Знаменское сельское поселение)[55].

## Экономика

### Дореволюционный период
К началу XX века помимо сельского хозяйства на территории будущего Угранского района присутствовали и промышленные предприятия. Так, в начале XX века в деревнях Желанья и Еленка находились винокуренные заводы. Еленский мог производить до 49200 литров 40-градусного спирта в год. В Знаменке находились до 20 различных лавок и промышленных заведений.

### Советский период
В 1932 году в Знаменке была пущена электростанция, а в 1934 - деревообрабатывающий комбинат, который выпускал сани, бочки, телеги, шкафы, ворота, двери и прочее. В 1935 в Угре был организован комбинат по производству саней, тачек, мебели и мелкого хозинвентаря. Сожжен немецкими войсками. В 1943 было начато его восстановление, и к 1945 комбинат вновь стал выпускать продукцию. В начале 1970-х годов деревообрабатывающий комбинат был реконструирован, и его производство было направлено на изготовление оконных и дверных блоков, комплектов двухквартирных домов усадебного типа. В начале 1980-х ДОК насчитывал 5 основных цехов, в которых трудились около 200 рабочих.
Леспромхоз был основан в 1935, уничтожен немцами, вновь введен в строй в 1946.
В 1979 построен Угранский сыродельный завод, вышедший на полную мощность (100 тонн переработки молока в сутки) в 1980. Его продукция включала в себя сыр, масло, молочный сахар и цельномолочную продукцию.
В 1980-е от станции Угра до деревни Якимцево были проложены линии телефонной связи и электропередачи, а также железнодорожная ветка к запланированным рабочему городку и комбинату строительных материалов.

### Пост-советский период
К концу первой половины 2000-х угранский Леспромхоз, преобразованный в общество с ограниченной ответственностью, был распродан и фактически ликвидирован. Также прекратили свое существование 10 промышленных предприятий из 11. Последним, одиннадцатым, закрывшимся предприятием стал сырзавод. Район столкнулся с острой безработицей.
Приблизительно с 2015 года можно наблюдать определённое экономическое возрождение района. В здании бывшего универмага функционируют магазины сетей "Пятерочка", "Fix Price", "Магнит", а также "Ozon". Собственное здание имеет сеть магазинов "Дикси".
Вновь организованы промышленные предприятия. Так, ООО "Угранский карьер" производит щебень и песок для строительных работ. На 2018 год на нем были заняты 190 человек. В области деревообработки свою деятельность осуществляют около 20 предприятий. К числу наиболее крупных относятся ООО "Пладонит", ООО "Баскаковский лес", ООО "Форэст-Лайф" и предприятие ИП Капинова В.Н. В общей сложности в данной сфере заняты 150 человек. Кроме того, ООО "Альтаир" занимается производством сухих дорожных смесей. На данном предприятии заняты 39 человек.
На 2018 год на территории района сельскохозяйственную деятельность осуществляют 8 сельхоз предприятий, 7 крестьянских фермерских хозяйств, 1 ИП и около 2011 ЛПХ. Сельское хозяйство специализируется на молочно-мясном животноводстве и выращивании картофеля, льноводстве. В общей сложности в Угранском районе представлены около 264 малых и средних предприятий. 

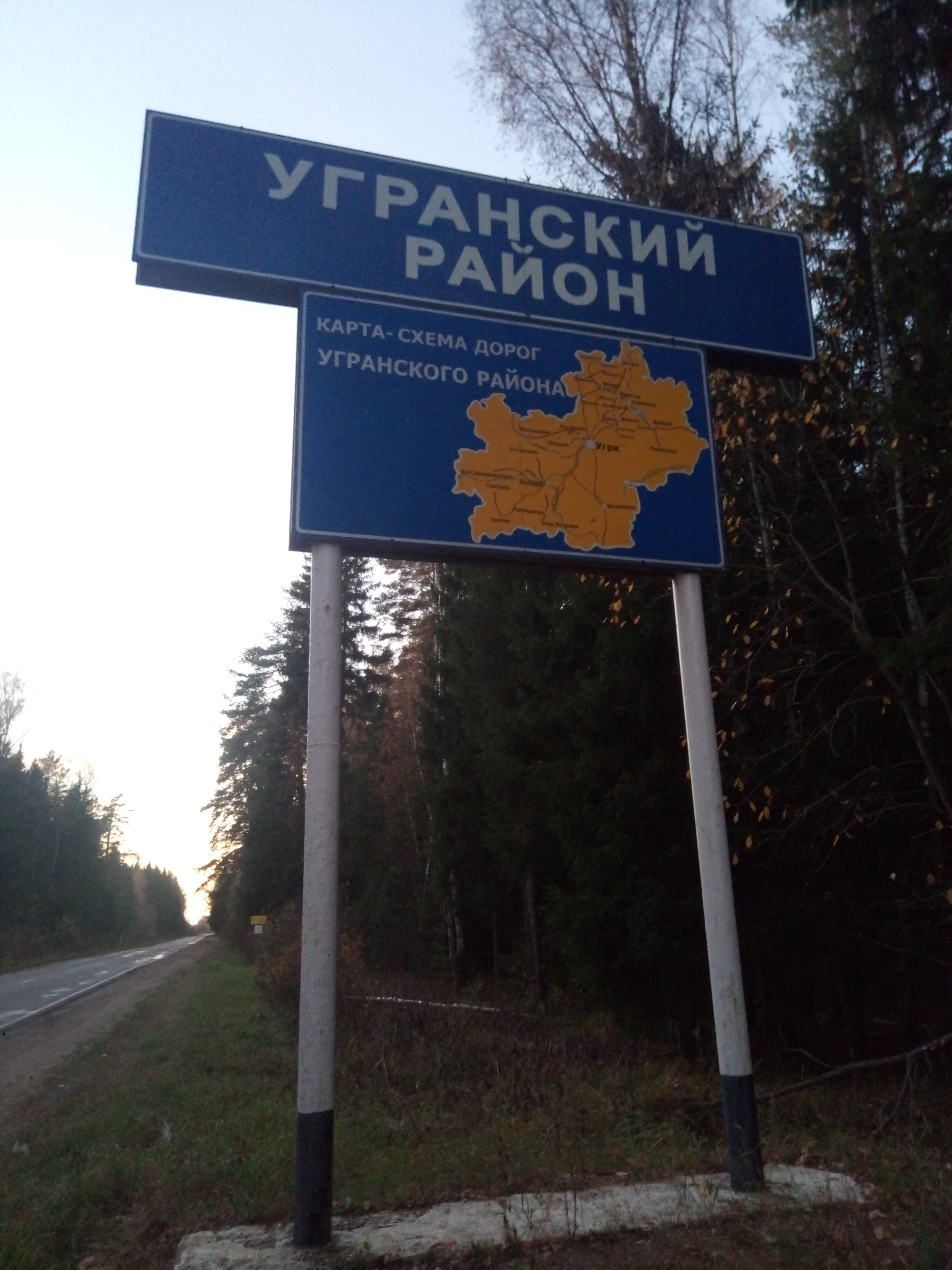

## Транспорт
Железнодорожная ветка «Ржев—Брянск». Автодорога «Вязьма—Угра—Калуга».

## Достопримечательности и культура
- Памятник природы — озеро Бездонное
- Памятник природы — родник «Урочище Преображенское»
- Обелиск первой батарее реактивной артиллерии Красной армии и её командиру капитану Флерову — восточнее деревни Богатырь
- На противоположном берегу реки Угры от Желаньи находятся 13 курганов
- Скульптура на братской могиле воинов Советской Армии, погибших в 1941—1943 гг. (отреставрирона в 2012) и мемориал воинам-десантникам, где официально захоронено 1600 бойцов, из которых только 408 человек известны, а их имена выгравированы на плитах — Желанья
- Памятник 4 вдк — Угра
- Берег песни «Катюша» — Всходы
- Мемориальный музей М. В. Исаковского — Всходы
- Дом-музей И. С. Соколова-Микитова — Полднево
- Церковь Успения Пресвятой Богородицы (1819) (нуждается в реставрации) — Великополье
- Троицкая церковь (1854) (нуждается в реставрации) — Слободка
- Поле Памяти — Знаменка
- Регулярно проходят показательные высадки десанта

## Люди связанные с районом

### Известные личности
В деревне Судаково 10 лет жил заслуженный художник России Николай Ипполитович Обрыньба.
- Анисимов, Иван Иванович — профессор, доктор филологических наук, один из создателей серии "Библиотека всемирной литературы", Директор Института мировой литературы АН СССР (деревня Глотовка)
- Афанасенко, Алексей Петрович — полный кавалер ордена Славы (деревня Воропоново)
- Блинова, Евгения Петровна — скульптор (деревня Пустошки)
- Гапоненко, Тарас Гурьевич — народный художник СССР, член-корреспондент академии художеств СССР (деревня Старая Заворонь)
- Голиков, Георгий Назарович — доктор исторических наук, один из редакторов БСЭ (деревня Ветки)
- Кириллов, Сергей Кириллович — профессор, доктор биологических наук (село Баскаковка)
- Коржуев, Сергей Сергеевич — доктор географических наук (деревня Ломенка)
- Лисичкин, Степан Максимович — доктор экономических наук (деревня Лужки)
- Макаренков (Макаренко), Яков Иванович — писатель, член союза писателей СССР (деревня Алексеевка)
- Миронов, Сергей Андреевич — доктор технических наук, автор 28 изобретений (деревня Слободка)
- Носов, Александр Петрович — профессор, доктор исторических наук (деревня Бородино)
- Скворцов, Алексей Константинович — профессор, доктор биологических наук (деревня Желанья)
- Скворцов, Константин Алексеевич — профессор психиатрии (деревня Желанья)
- Соколов-Микитов, Иван Сергеевич, русский советский писатель, этнограф (в раннем детстве переехал в Кислово)
- Фомичёв, Владимир Тимофеевич — русский советский поэт, член союза писателей и журналистов СССР (деревня Желтоухи)

### Герои Советского Союза
- Азаров, Пётр Лукьянович (деревня Зиновино)
- Алдуненков, Пётр Ефимович (деревня Сидоровичи)
- Алименков, Иван Никонорович (деревня Сельцо)
- Бойцов, Филипп Степанович (деревня Раслово)
- Жуковский, Петр Николаевич (деревня Нележ)
- Зуев, Алексей Михайлович (деревня Фёдоровское)
- Котлов, Василий Сергеевич (деревня Губино)
- Морухов, Александр Сергеевич (деревня Митьково)
- Новосельцев, Лукьян Евгеньевич (деревня Вергово)
- Рулёв, Александр Фёдорович (деревня Буда)
- Румянцев, Алексей Павлович (хутор Борьба)
- Фокин, Григорий Николаевич (село Вешки)
- Фомичёв, Михаил Арсентьевич (деревня Новая)
- Царёв Александр Кондратьевич (деревня Николаевка)

### Герои Социалистического Труда
- Гурин, Иван Иванович (деревня Полднево)
- Дедюкина, Анна Петровна (деревня Старо-Азарово)
- Дружинин, Фёдор Васильевич (деревня Старый Починок)
- Загараева, Галина Сергеевна (деревня Островки)
- Исаковский, Михаил Васильевич — поэт (деревня Глотовка)
- Рыбакова, Галина Илларионовна (деревня Весёлый)
- Сосков, Иван Кузьмич (деревня Калинино)
- Трененков, Иван Алексеевич (деревня Иванково)